# Iglesia de Ambara
La iglesia de Ambara (en georgiano: ამბარას ეკლესია; en abjasio: Амбаратә уахәама) un edificio religioso de la iglesia ortodoxa georgiana situada en Miusera, en el distrito de Gudauta de la de facto independiente República de Abjasia, aunque su estatus de iure está dentro de la República Autónoma de Abjasia, parte de Georgia. Su origen data de los siglos VII-VIII y el templo fue destruido bajo el dominio turco.

## Arquitectura
La iglesia tiene un diseño abovedado en basílica de tres naves, lo que representa un importante ejemplo de los monumentos arquitectónicos de este tipo, está en semi-ruinas. La parte principal de la iglesia fue construida por primera vez en los siglos VII y VIII, y el resto de estructuras conservadas son una cerca de piedra y otras estructuras seculares datadas entre los siglos VII y X. La iglesia tiene una superficie de piedra de sillería toscamente trabajada que ha sobrevivido casi en su forma original, un nártex de dos pisos y una galería superior en la fachada oeste. La bóveda de la nave principal presenta huellas de la reconstrucción bajomedieval.
La iglesia de Ambara es un destinos turístico de Abjasia. Según los informes, el área está cada vez más llena de basura pero Georgia no tiene control efectivo sobre la zona. Georgia ha inscrito la iglesia en su lista de patrimonio cultural.